# 南京有軌電車
南京有軌電車（なんきんゆうきでんしゃ、正体字:南京有軌電車、簡体字中国語: 南京有轨电车 ）は中華人民共和国江蘇省南京市にある路面電車である。

## 概要
河西有軌電車が2014年8月1日、麒麟有軌電車が2017年10月31日に開通した。現在は江心洲有軌電車が建設中である。

## 運営中の路線
| 色 | 路線名   | 営業区間          | 駅数 | 営業キロ | 開通の日       |
| -- | -------- | ----------------- | ---- | -------- | -------------- |
|    | 河西有軌 | 奥体中心東門-魚嘴 | 13   | 7.76 km  | 2014年08月01日 |
|    | 麒麟有軌 | 馬群 - 石楊路     | 13   | 9.1 km   | 2017年10月31日 |

## 計画中の路線
| 色 | 路線名     | 事業中の区間    | 駅数 | キロ程 | 予定開通時間 |
| -- | ---------- | --------------- | ---- | ------ | ------------ |
|    | 江心洲有軌 | 洲尾路 - 果園路 | 16駅 | 9.2 km |              |

## 車両
中国南車製の低床車が導入されている。河西有軌電車線は黒色、麒麟有軌電車線は浅緑色の車両である。

## 参照
1. ↑  “麒麟有轨电车1号线今年将续建”
2. ↑  “南京麒麟有轨电车今日试跑 车身绿色”